# 岐阜県道・三重県道23号北方多度線
岐阜県道・三重県道23号北方多度線（ぎふけんどう・みえけんどう23ごう きたがたたどせん）は岐阜県本巣郡北方町から三重県桑名市に至る主要地方道（岐阜県道・三重県道）である。

## 概要
起点は、岐阜県法規集や「平成16年度建設行政の概要」（岐阜県基盤整備部建設政策課）によると北方町加茂町になっている。道路地図などでは本巣市上真桑・上真桑北畑交差点（国道157号（国道303号重複）・岐阜県道159号北方真正大野線交点）が起点であるように記載されている。かつて、上真桑北畑交差点 - 三橋交差点間の同県道は単体路線であったが、国道157号線のルート変更に伴い現在は重複している（重複前の国道157号線は加茂交差点から本巣松陽高校前を経由して三橋交差点に行くルートだった）。
上真桑北畑交差点から瑞穂市・穂積中原交差点（国道21号交点）までは、本巣縦貫道の一部である。この区間は4車線道路である。ただし、瑞穂市・別府北交差点 - 穂積中原交差点間の本巣市方面のみ、両方向の右折用車線確保のため1車線のみ通過できる仕様に変更されている。
瑞穂市・穂積高野交差点（朝日大学前）から安八郡墨俣町（現・大垣市）・長良大橋西交差点までは1.5車線の狭い道であったが、2003年（平成15年）に、瑞穂市と墨俣町との間に犀川大橋が開通した。その後の整備によって2005年（平成17年）に穂積高野交差点から墨俣町・墨俣西交差点の間にバイパスが完成した。これにより旧道とバイパスの二つの道路が存在していたが、2006年（平成18年）に旧道は廃止された。廃止に伴い、瑞穂市穂積の堤防道路で接続していた県道163号穂積合渡岐阜線は起点を長良大橋西交差点に変更し、墨俣合渡岐阜線に変更された。
長良大橋西交差点から海津市・長良川大橋西交差点（木曽三川公園）までは長良川右岸の堤防道路である。揖斐川にかかる油島大橋が岐阜・三重県境になる。

### 路線データ
岐阜県法規集および三重県告示に基づく起終点および経過地は次のとおり。
- 起点：岐阜県本巣郡北方町（加茂＝国道157号上）
- 終点：三重県桑名市多度町（多度町香取字蛯江2123-6番地先[2][9]：柚井交差点＝国道258号交点）
- 重要な経過地：本巣市、安八郡安八町、海津市海津町
- 実延長：37.264 km
  - 岐阜県：35.669 km[1]
  - 三重県：1.595 km[2]

## 歴史
- 1964年（昭和39年）12月28日 - 建設省（現国土交通省）が主要地方道大野墨俣線（福井県大野市～温見峠～岐阜県安八郡墨俣町）を指定。
- 1966年（昭和41年）
  - 2月1日 - 福井県が主要地方道22号大野墨俣線を認定。
  - 3月1日 - 岐阜県が主要地方道23号大野墨俣線を認定。
- 1974年（昭和49年）11月12日 - 主要地方道大野墨俣線のうち一般国道303号以北が一般国道157号に編入。
- 1976年（昭和51年）4月1日 - 建設省が主要県道大野墨俣線の一部、一般県道桑名墨俣線の一部、一般県道多度佐屋線の一部を北方多度線として主要地方道に指定。
- 1977年（昭和52年）
  - 2月27日 - 岐阜県が県道23号北方多度線として認定。同時に主要地方道大野墨俣線（福井県大野市～岐阜県安八郡墨俣町）を廃止。
  - 3月18日 - 三重県が県道23号北方多度線として県道認定[7]。
- 1993年（平成5年）5月11日 - 建設省から、主要県道北方多度線が北方多度線として主要地方道に再指定される[10]。
- 2003年（平成15年）9月12日 - 瑞穂市祖父江 - 墨俣町墨俣間に犀川大橋を含むバイパスが開通[3]。
- 2005年（平成17年）7月11日 - 瑞穂市穂積 - 同市祖父江間にバイパスが開通[4]。これによって瑞穂市・穂積高野交差点から墨俣町・墨俣西交差点の間にバイパスが完成する。
- 2007年（平成19年）3月30日 - 沿道の合併に伴い、三重県が終点および重要な経過地を新地名に対応[8]。

## 路線状況

### 通称
「本巣縦貫道路」（国道157号部分を含む）、「清流サルスベリ街道」の別称がある。
- 千本松原サイクリングロード（海津市）
- 清流サルスベリ街道（本巣市）

### 重複区間
重複ではないが、岐阜県道195号岐阜千本松原公園自転車道線（通称：長良川自転車道）と大垣市墨俣町墨俣から海津市海津町油島間で並行している。
- 岐阜県道31号岐阜垂井線（大垣市墨俣町墨俣・墨俣西交差点 - 長良大橋西交差点）
- 岐阜県道・三重県道125号佐屋多度線（海津市海津町油島・長良川大橋西交差点 - 桑名市多度町香取・柚井交差点）

### 道路施設

#### 橋梁

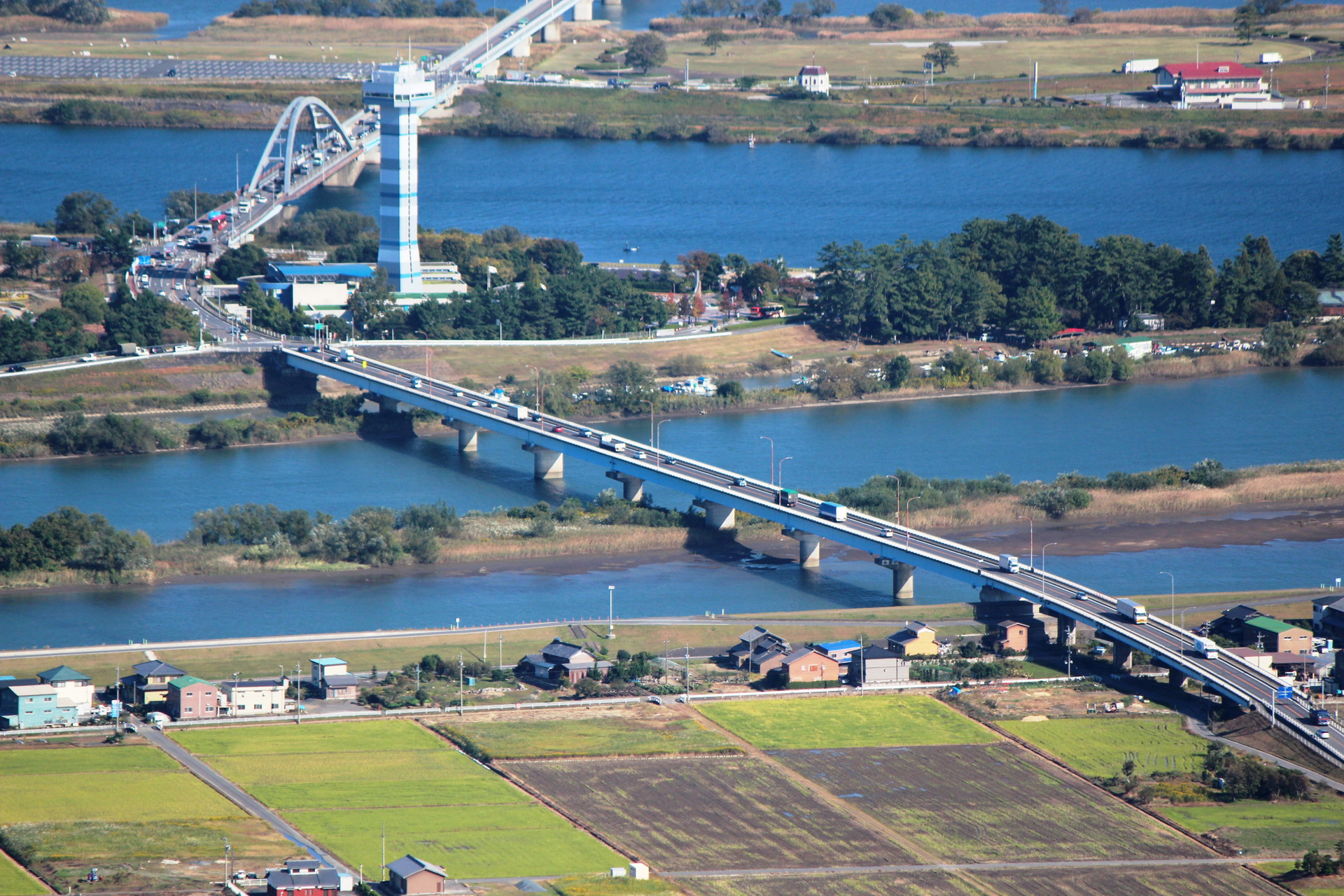
揖斐川に架かる油島大橋

- 犀川大橋（犀川）
- 油島大橋（揖斐川）

#### 道の駅
- 道の駅クレール平田（海津市）

### 交通量
国土交通省平成22年度道路交通センサスによる交通量
| 地点                   | 平日12時間        | 平日24時間        |
| 地点                   | 2005年度⇒2010年度 | 2005年度⇒2010年度 |
| ---------------------- | ----------------- | ----------------- |
| 岐阜県本巣市下真桑     | 21,072台⇒19,495台 | 28,658台⇒25,538台 |
| 岐阜県瑞穂市別府       | 18,477台⇒17,232台 | 25,042台⇒22,910台 |
| 岐阜県瑞穂市穂積       | 8,336台⇒ 9,673台  | 11,337台⇒12,672台 |
| 岐阜県安八郡安八町森部 | 8,910台⇒ 8,633台  | 12,118台⇒11,309台 |
| 岐阜県海津市海津町秋江 | 10,745台⇒10,420台 | 14,613台⇒13,650台 |
| 三重県桑名市多度町福永 | 10,555台⇒13,959台 | 14,355台⇒19,447台 |
| 三重県桑名市多度町香取 | 13,742台⇒12,509台 | 17,865台⇒16,387台 |

## 地理

### 通過する自治体
- 岐阜県
  - 本巣市
  - 本巣郡北方町
  - 瑞穂市
  - 大垣市
  - 安八郡安八町
  - 安八郡輪之内町
  - 海津市
  - 羽島市
- 三重県
  - 桑名市

### 交差する道路
本巣市

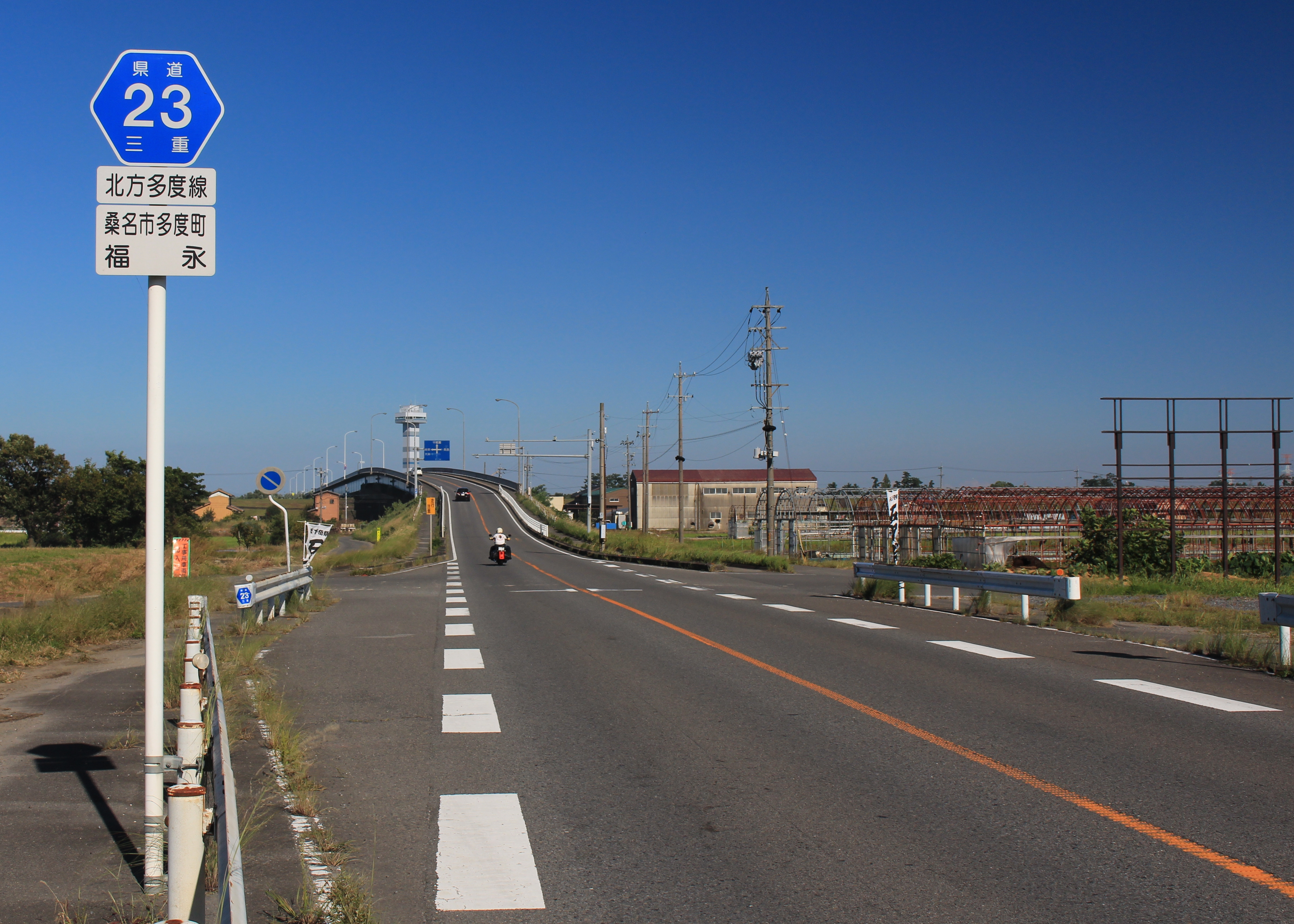
三重県道23号北方多度線、遠景は油島大橋、三重県桑名市多度町福永

- 国道157号（国道303号重複）・岐阜県道159号北方真正大野線（上真桑・上真桑北畑交差点）

本巣郡北方町
- 岐阜県道53号岐阜関ケ原線（平成・平成6交差点）

瑞穂市
- 岐阜県道92号岐阜巣南大野線（馬場春雨町・馬場交差点）
- 国道21号（穂積・穂積中原交差点）
- 岐阜県道172号牛牧墨俣線（祖父江）

大垣市
- 岐阜県道31号岐阜垂井線・岐阜県道219号安八平田線（墨俣町墨俣・墨俣西交差点）
- 岐阜県道31号岐阜垂井線・岐阜県道163号墨俣合渡岐阜線（墨俣町墨俣・長良大橋西交差点）
- 岐阜県道195号岐阜千本松原公園自転車道線（墨俣町墨俣）

安八郡安八町
- 岐阜県道18号大垣一宮線（大森）

安八郡輪之内町
- 岐阜県道30号羽島養老線（大藪）

海津市
- 岐阜県道1号岐阜南濃線（平田町幡長）
- 岐阜県道222号成戸平田線（海津町成戸）
- 岐阜県道8号津島南濃線（海津町大和田・東海大橋西交差点）
- 岐阜県道117号津島海津線（海津町日原）
- 岐阜県道119号津島立田海津線（海津町古中島）
- 岐阜県道106号桑名海津線・岐阜県道125号佐屋多度線（海津町油島・長良川大橋西交差点）
- 岐阜県道220号安八海津線（海津町油島・油島大橋東交差点）

桑名市
- 国道258号（多度町香取・柚井交差点、終点）

### 沿線
- 樽見鉄道北方真桑駅
- JR穂積駅
- 瑞穂市役所
- 朝日大学
- 墨俣城
- ソーラーアーク
- 千本松原
- 国営木曽三川公園（木曽三川公園センター、長良川サービスセンター、アクアワールド水郷パークセンター）
- 治水神社